# Vorticalis
Vorticalis, en ocasiones erróneamente denominado Vorticialis, es un género de foraminífero bentónico considerado un sinónimo posterior de Elphidium de la subfamilia Elphidiinae, de la familia Elphidiidae, de la superfamilia Rotalioidea, del suborden Rotaliina y del orden Rotaliida. Su especie tipo era Themeon rigatus. Su rango cronoestratigráfico abarcaba el Holoceno.

## Clasificación
Vorticalis incluye a las siguientes especies:
- Vorticalis craticulatus
- Vorticalis depressa
- Vorticalis marginata
- Vorticalis strigilata